# Rosalia Schwarz
Rosalia Schwarz, verheiratete Rosalia von Ernest (29. Mai 1833 in Pest – 3. November 1870 ebenda) war eine Theaterschauspielerin.

## Leben
Schwarz kam fürs Fach der Liebhaberinnen nach Hannover, wo sie 1852 bis 1855 wirkte. 1857 war sie Mitglied des Darmstädter Hoftheaters und trat dann völlig von der Bühne ab. Zuletzt war sie Lehrerin der Schauspielkunst in Pest, wo sie am 3. November 1870 starb.
Verheiratet war sie mit dem Schauspieler Ludwig von Ernest (eigentlich Ludwig Edler von Baußnern), ihre gemeinsame Tochter Marie von Ernest war eine Schauspielerin und Schriftstellerin.